# Jeanne Mas
Jeanne Mas, född 28 februari 1958 i Alicante, Spanien, är en fransk popsångare och skådespelare.
Mas är välkänd i Frankrike, Schweiz och Belgien för ett antal sånger som hon släppte under 1980-talet. Hennes första framgång kom i och med "Toute première fois" 1984, som samtidigt släpptes i Storbritannien på engelska. Två av hennes singlar nådde första plats i Frankrike, nämligen "Johnny, Johnny" och "En Rouge et Noir" 1985 och 1986. Hennes album från 1980-talet är bra exempel på electropoppig eurodisco som var populär i Kontinentaleuropa vid den tiden, innehållande synthesizer och klämmiga melodier. En omröstning från Frankrike visar att 99 procent av befolkningen känner till hennes namn.

## Diskografi

### Studioalbum
- 1985 – Jeanne Mas
- 1986 – Femmes d'aujourd'hui
- 1989 – Les crises de l'âme
- 1990 – L'art des femmes
- 1992 – Au nom des rois
- 1996 – Jeanne Mas & les Égoïstes
- 2000 – Désir d'insolence
- 2001 – Je vous aime ainsi
- 2003 – Les amants de Castille
- 2006 – The Missing Flowers
- 2008 – Be West

### Livealbum
- 1987 – En concert

### Samlingsalbum
- 1991 – Depuis la toute première fois
- 1996 – Les plus grands succès de Jeanne Mas
- 2000 – L'essentiel
- 2001 – J'M - Le meilleur de Jeanne Mas
- 2004 – Best of (Jeanne Mas-album)Best of
- 2006 – Most of the best
- 2007 – My 80's

### Singles
- 1978 – On The Moon
- 1984 – Toute première fois
- 1985 – Johnny, Johnny
- 1985 – Coeur en stéréo
- 1986 – En Rouge et Noir
- 1986 – L'enfant
- 1987 – Sauvez-moi
- 1987 – La bête libre
- 1989 – Y'a des bons...
- 1989 – J'accuse
- 1989 – Carolyne
- 1990 – Bébé rock
- 1990 – "Shakespeare"
- 1991 – Angela (L'art des femmes)
- 1992 – Au nom des rois
- 1992 – Dors bien Margot
- 1993 – Aime-moi
- 1994 – C'est pas normal
- 1996 – Côté H côté clean
- 1997 – "Anna"
- 2000 – Désir d'insolence
- 2001 – Je vous aime ainsi
- 2003 – Chimène
- 2003 – Poussière de Castille
- 2004 – Toute première fois (FDP Remix)
- 2005 – Johnny, Johnny (Remix)
- 2006 – Màs alli màs allà
- 2006 – On A Summer Day
- 2007 – Un air d'Argentine
- 2007 – C'est interdit
- 2008 – Be West
- 2009 – Plus jamais

## Filmografi

### Filmer
- Greven av Monte Cristo (1975)
- Porca società (1978)
- Caro papà (1979)
- Ricomincio da tre (1981)
- Il cavaliere, la morte e il diavolo (1985)
- Harry Polar détective (1987)
- L'instit (2004)
- Malone (2003)

### Soundtrack
- Scene of the Crime (1986)

### Webbkällor
- ”Biography” (på engelska). Jeanne Mas. http://www.jeannemas.com/. Läst 4 januari 2010.
- ”Jeanne Mas” (på engelska). IMDB "The Internet Movie Database". http://www.imdb.com/name/nm0556005/. Läst 4 januari 2010.